# 小行星5300
小行星5300（英語：5300 Sats）是一颗围绕太阳公转的小行星。1974年9月19日，柳德米拉·切爾尼赫在克里米亚发现了此天体。
这颗小行星的绝对星等为350.93134等。